# 史高
史 高（し こう、? - 紀元前42年）は、前漢の人。字は子長。元は魯国の人だが杜陵県に遷る。宣帝の祖母の兄の史恭の子。

## 略歴
宣帝は幼い時に祖母の史氏に養育された。宣帝が皇帝に即位すると侍中・関内侯となり、霍禹らの謀反を告発した功績で地節4年（紀元前66年）に楽陵侯に封じられた。
宣帝は死の間際に史高を大司馬車騎将軍・領尚書事とし、蕭望之らとともに元帝の補佐となった。
史高は中書宦官の弘恭・石顕と結託して蕭望之らと対立し、蕭望之を排除した。
史高は永光元年（紀元前43年）、穀物の実りが悪く民が流民化したことを理由に丞相于定国と共に引退を申し出、罷免された。永光2年（紀元前42年）に死亡し、安侯と諡された。
楽陵侯は子の厳侯史術、康侯史崇と継承され、断絶したが史崇の弟の史淑、史高の曾孫史岑と二度復興し、王莽が敗れると途絶えた。
また史高の子の史丹は元帝の時に成帝の廃嫡を阻止した功績があり、列侯に封じられた。